# Opatov (ort i Tjeckien, Vysočina, lat 49,22, long 15,66)
Opatov är en köping i Tjeckien.   Den ligger i regionen Vysočina, i den centrala delen av landet, 130 km sydost om huvudstaden Prag. Opatov ligger 581 meter över havet och antalet invånare är 791.
Terrängen runt Opatov är platt västerut, men österut är den kuperad.Runt Opatov är det ganska glesbefolkat, med 43 invånare per kvadratkilometer. Närmaste större samhälle är Jihlava, 19,7 km norr om Opatov. I omgivningarna runt Opatov växer i huvudsak blandskog.